# St.-Anna-Hütte
Die St.-Anna-Hütte, oder Burrweiler Hütte, ist eine Schutzhütte der Sektion Burrweiler des Pfälzerwald-Vereins. Sie steht in der Haardt auf dem Osthang des Teufelsberges (597,6 m ü. NHN) oberhalb von Burrweiler im rheinland-pfälzischen Landkreis Südliche Weinstraße. Mit den anderen Häusern des Pfälzerwald-Vereins ist es seit 2021 mit dem Eintrag Pfälzerwaldhütten-Kultur Bestandteil des Immateriellen Kulturerbes in Deutschland der deutschen UNESCO-Kommission.

## Geographische Lage
Die St.-Anna-Hütte befindet sich im Südteil des Pfälzerwaldteils Haardt im Biosphärenreservat Pfälzerwald-Vosges du Nord und Naturpark Pfälzerwald. Sie steht auf etwa 438 m ü. NHN Höhe auf dem Annaberg genannten Osthang des Teufelsbergs, etwa 110 m nordwestlich der als Wallfahrtskapelle und Pilgerkirche bekannten St.-Anna-Kapelle. Der Berghang fällt nach Osten bis Südosten nach Burrweiler in der Oberrheinischen Tiefebene ab.

## Geschichte
Der Eigentümer der Hütte ist die katholische Kirchengemeinde in Burrweiler. Mit der Neugründung der Ortsgruppe Burrweiler des Pfälzerwald-Vereins im Jahre 1969 wird die Hütte gepachtet und seitdem unterhalten. Die Einweihung erfolgte 1971 nach umfangreichen Baumaßnahmen (Strom- und Wasserversorgung, Küche, Toiletten).

## Zugänge und Wanderungen
Die St.-Anna-Hütte kann zu Fuß erreicht werden. Von Burrweiler und Gleisweiler sind verschiedene Aufstiegswege möglich. Als interessantester Aufstieg kann der Kreuzweg zur St.-Anna-Kapelle gewählt werden. Ein weiterer Zugang kann von der Buschmühle im Modenbachtal in etwa 30 min erfolgen.
Als Wanderziel in der Nähe der Hütte kann der Teufelsberg mit den Teufelsfelsen und dem Wetterkreuz erreicht werden. Die benachbarten Hütten des Pfälzerwald-Vereins sind die Trifelsblick-Hütte, die Landauer Hütte und das Schweizerhaus.
Vom Annaberg besteht Aussicht in die Rheinebene.